# 이현 (배구 선수)
이현(2001년 10월 4일 ~ )은 대한민국의 배구 선수로 현재  광주 페퍼저축은행 AI 페퍼스 소속으로 뛰고 있다.

## 선수 경력
강릉여자고등학교 출신으로 2019-20 시즌 신인 드래프트에서 GS칼텍스의 2라운드 4순위 지명을 받고 입단한다.